# Chilothorax potanini
Chilothorax potanini är en skalbaggsart som beskrevs av Frolov 2001. Chilothorax potanini ingår i släktet Chilothorax och familjen Aphodiidae. Inga underarter finns listade i Catalogue of Life.